# Rudy Matondo
Pour les articles homonymes, voir Matondo.
Rudy Matondo, né le 13 mars 2008 à Évry-Courcouronnes, est un footballeur français qui joue au poste de milieu de terrain à l'AJ Auxerre.

## Biographie

### Carrière en club
Né à Évry-Courcouronnes en France, Rudy Matondo est formé par l'AJ Auxerre, où il s'illustre d'abord en équipes de jeunes avec le club de championnat de France. 
Il intègre le groupe professionnel qui joue en Ligue 1 lors de la deuxième partie de saison 2024-2025. Matondo joue son premier match avec l'équipe première du club le 6 avril 2025,.

### Carrière en sélection
Rudy Matondo est international junior avec l'équipe de France des moins de 17 ans à partir d'octobre 2024.
Il est convoqué avec l'équipe de France des moins de 17 ans pour participer au Championnat d'Europe des moins de 17 ans qui a lieu en mai et juin 2025,. La France atteint la finale de la compétition après sa victoire face à la Belgique (3-2). Auteur du but du 2-1 puis passeur décisif pour le 3-1 de N'Guessan avant de sortir blessé, Matondo est décrit comme le joueur de cette demi-finale par plusieurs médias,.

## Palmarès
France -17 ans
- Championnat d'Europe
  - Finaliste en 2025